# Hipposideros cryptovalorona
Hipposideros cryptovalorona є одним з видів кажанів родини Hipposideridae. Новий вид виділений філогенетично. Зовнішні, черепно-мозкові та стоматологічні вимірювання вказують на відсутність чіткої відмінності в морфології.

## Поширення
Цей вид відомий з Мадагаскару.